# Rio Dobroneagu
O Rio Dobroneagu é um rio da Romênia, afluente do Vâlsan, localizado no distrito de Argeş.